# Manassas Park
Manassas Park est une ville indépendante de Virginie, aux États-Unis.

## Source
- (en) Cet article est partiellement ou en totalité issu de l’article de Wikipédia en anglais intitulé « Manassas Park, Virginia » (voir la liste des auteurs).